# Palazzo Mensini
Palazzo Mensini è un edificio situato nel centro storico di Grosseto, in Toscana.
Il palazzo si trova lungo il lato orientale di via Mazzini, nel segmento che da piazza Gioberti conduce a Porta Nuova, di fronte al palazzo delle scuole elementari, già Regie scuole. Deve il suo nome al vescovo Giovanni Domenico Mensini, il cui lascito testamentario prevedeva l'edificazione del palazzo come sede del seminario diocesano, e ospita al suo interno la Biblioteca comunale Chelliana.

## Storia
L'edificio fu costruito con il lascito di 30 000 scudi del vescovo Giovanni Domenico Mensini, deceduto nel 1858, al fine di ospitare il seminario vescovile della città. La sua progettazione ebbe inizio su iniziativa del vescovo Bernardino Caldaioli a partire dal 1892, con progetto consegnato dall'ingegnere Giuseppe Luciani al Capitolo della cattedrale nel settembre 1893. La solenne cerimonia di inaugurazione avvenne il 21 aprile 1898.
Durante la prima guerra mondiale l'edificio venne requisito per ospitare la Croce rossa. Nel 1922 fu acquistato dal Comune di Grosseto, che lo destinò a sede del Regio ginnasio e liceo "Carducci-Ricasoli"; dall'anno successivo saranno ospitati a palazzo Mensini anche la Biblioteca comunale Chelliana e il museo civico. Il palazzo fu pesantemente bombardato e parzialmente distrutto il 29 novembre 1943: la biblioteca e il museo subirono grossi danni, aggravati dalla successiva alluvione del 2 novembre 1944, e rimasero esposti a saccheggi e spoliazioni. L'edificio venne ricostruito nelle stesse forme alla fine del 1946 e continuò a ospitare liceo, biblioteca e museo.
Durante l'alluvione del 4 novembre 1966, il piano terra del palazzo fu completamente allagato, recando ingenti danni al materiale bibliografico e ai reperti. Nel 1975 il museo civico venne trasferito nel palazzo dell'ex tribunale in piazza Baccarini, e nel 1993 il liceo classico si spostò nel nuovo plesso alla "Cittadella dello studente". Nel 1994 iniziarono i lavori di restauro per trasformare l'intero palazzo nella sede della biblioteca Chelliana, per l'occasione trasferita in via provvisoria in uno stabile decentrato al villaggio Europa. Il cantiere si interruppe quasi subito e a causa dei tentennamenti delle varie amministrazioni comunali l'edificio rimase inutilizzato per venticinque anni. Due progetti di recupero affidati all'architetto Roberto Aureli nel 2003 e nel 2008 non verranno mai messo in atto.
I lavori di ristrutturazione ripresero nel dicembre 2014 con il rifacimento delle coperture e continuarono nel corso del 2017 con la sistemazione del piano terra. La biblioteca è ritornata nella sede di palazzo Mensini nel giugno 2019. Il restauro complessivo dell'edificio è terminato nel luglio 2024.

## Descrizione

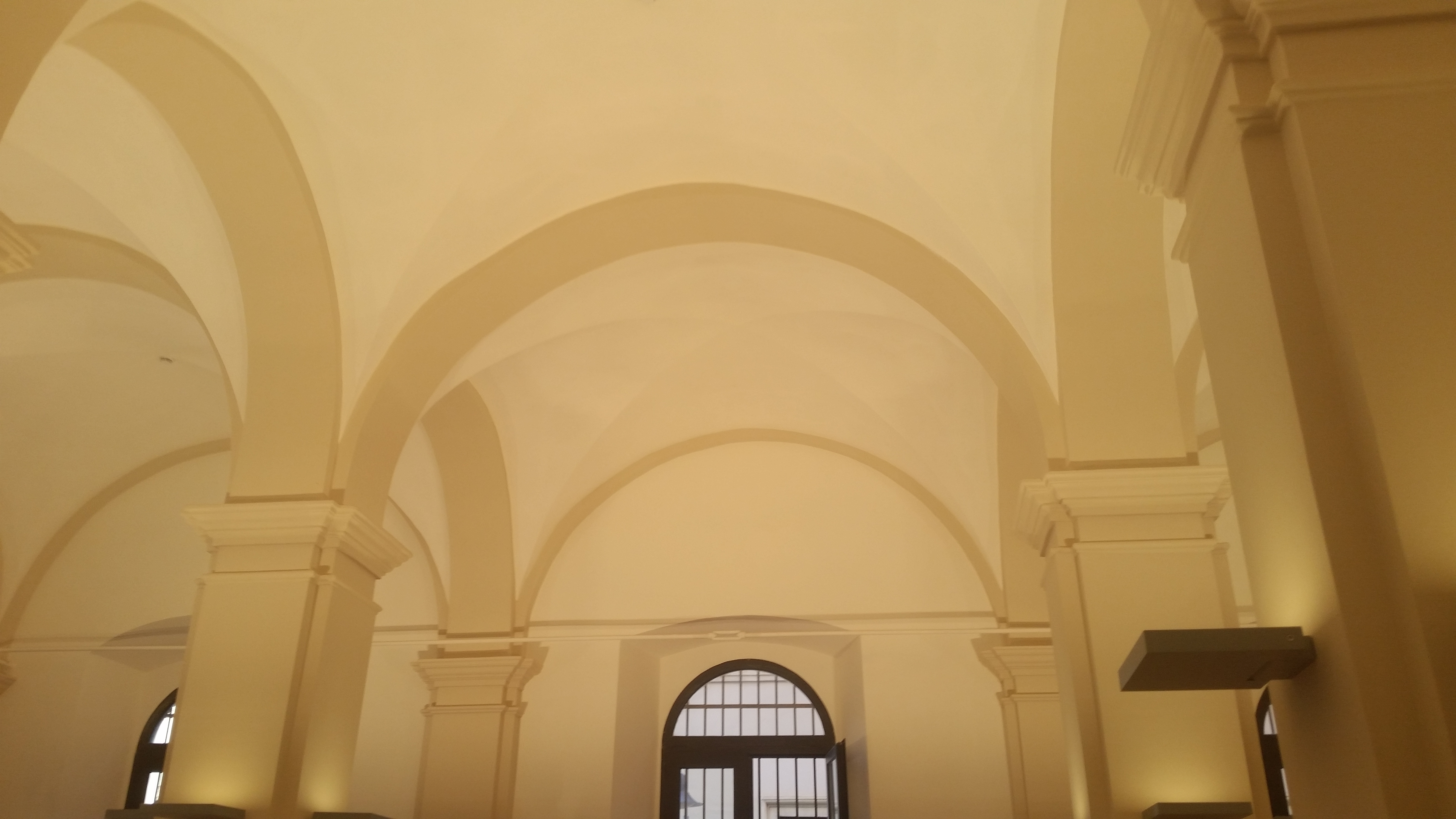
Il soffitto voltato al piano terra